# Schloss Philippsburg (Koblenz)

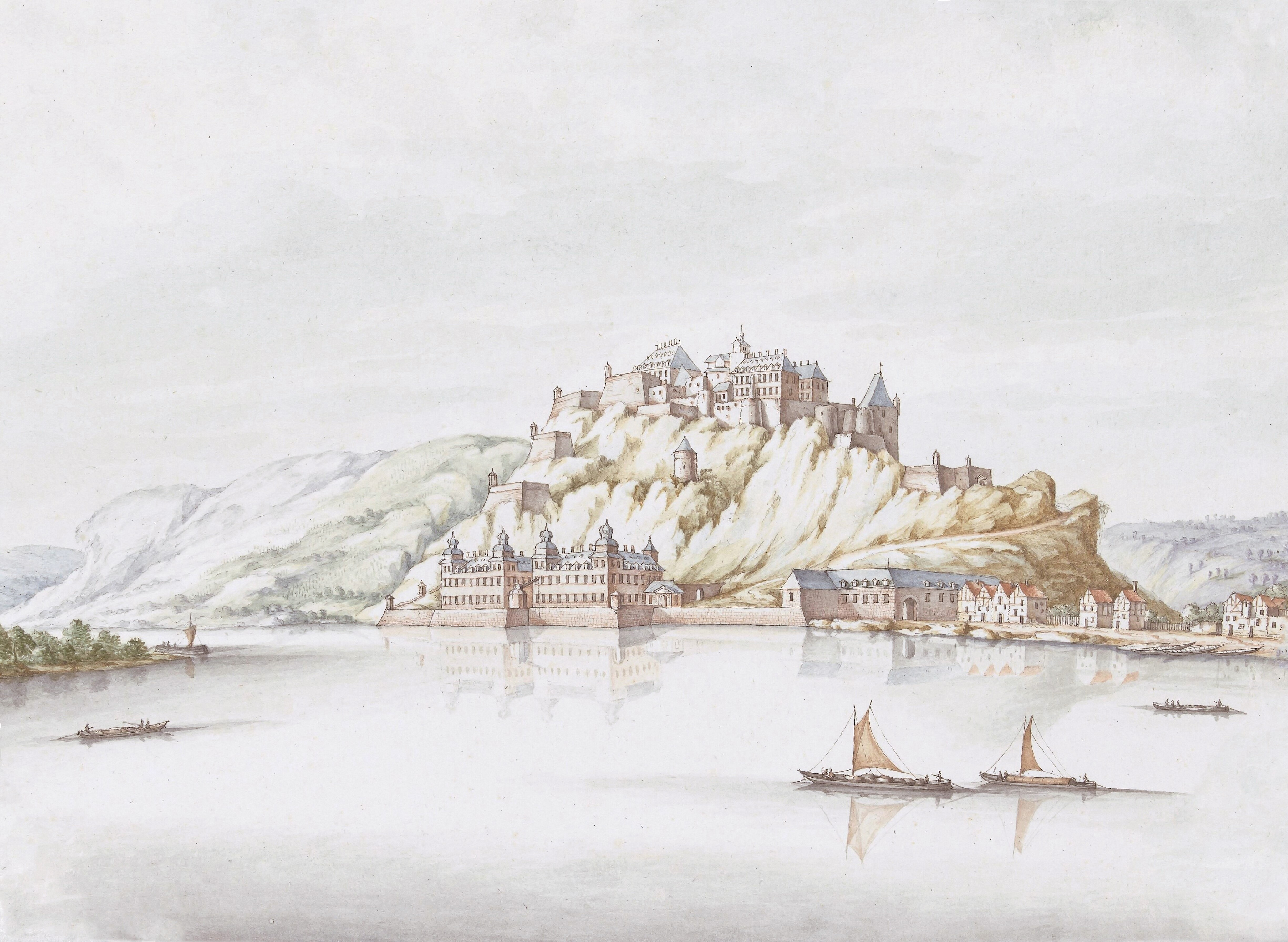
Das Schloss Philippsburg unten, darüber die kurtrierische Festung Ehrenbreitstein, 1750

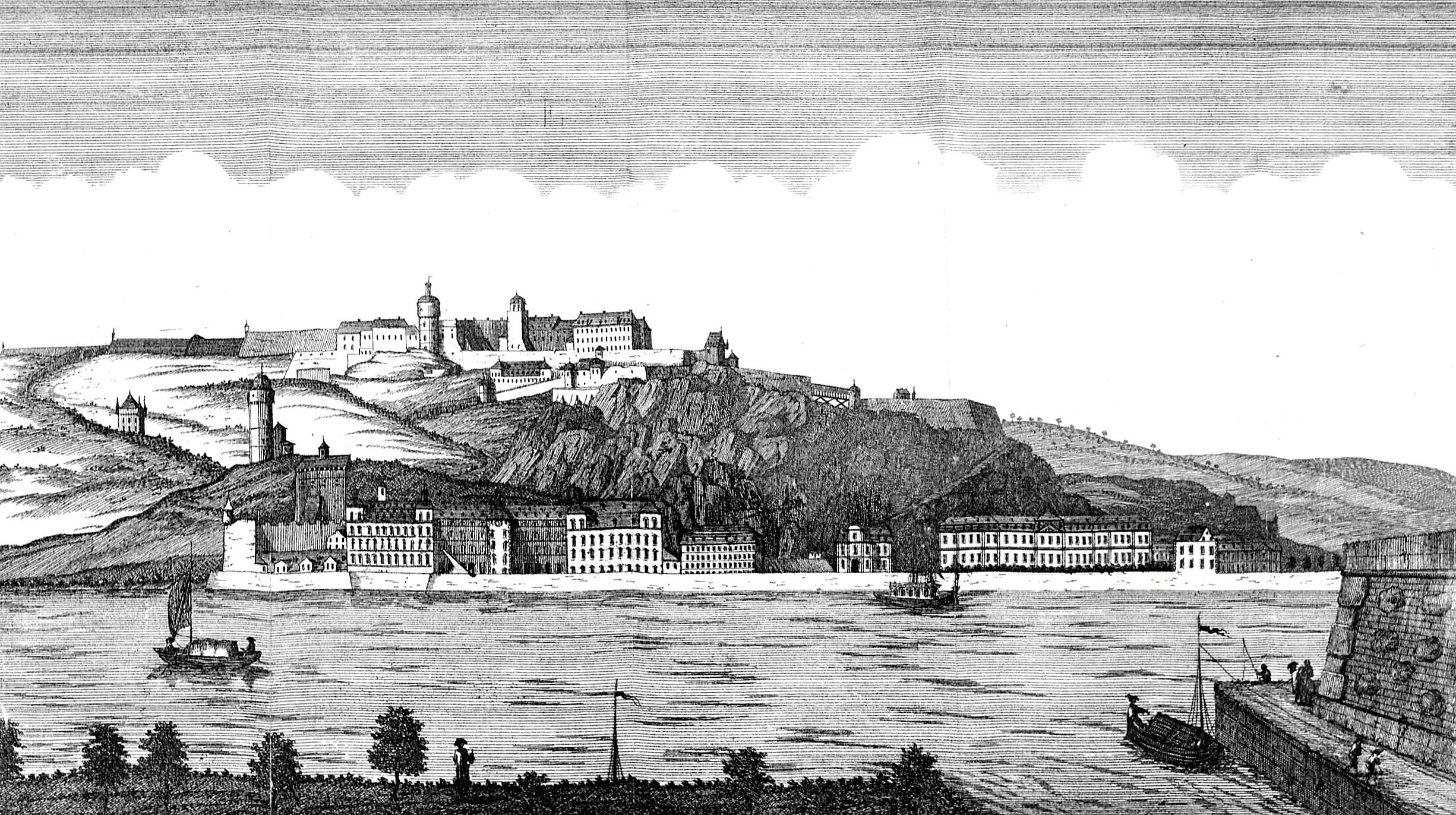
Das Schloss Philippsburg unten links, das Dikasterialgebäude unten rechts, darüber die kurtrierische Festung Ehrenbreitstein, 1789

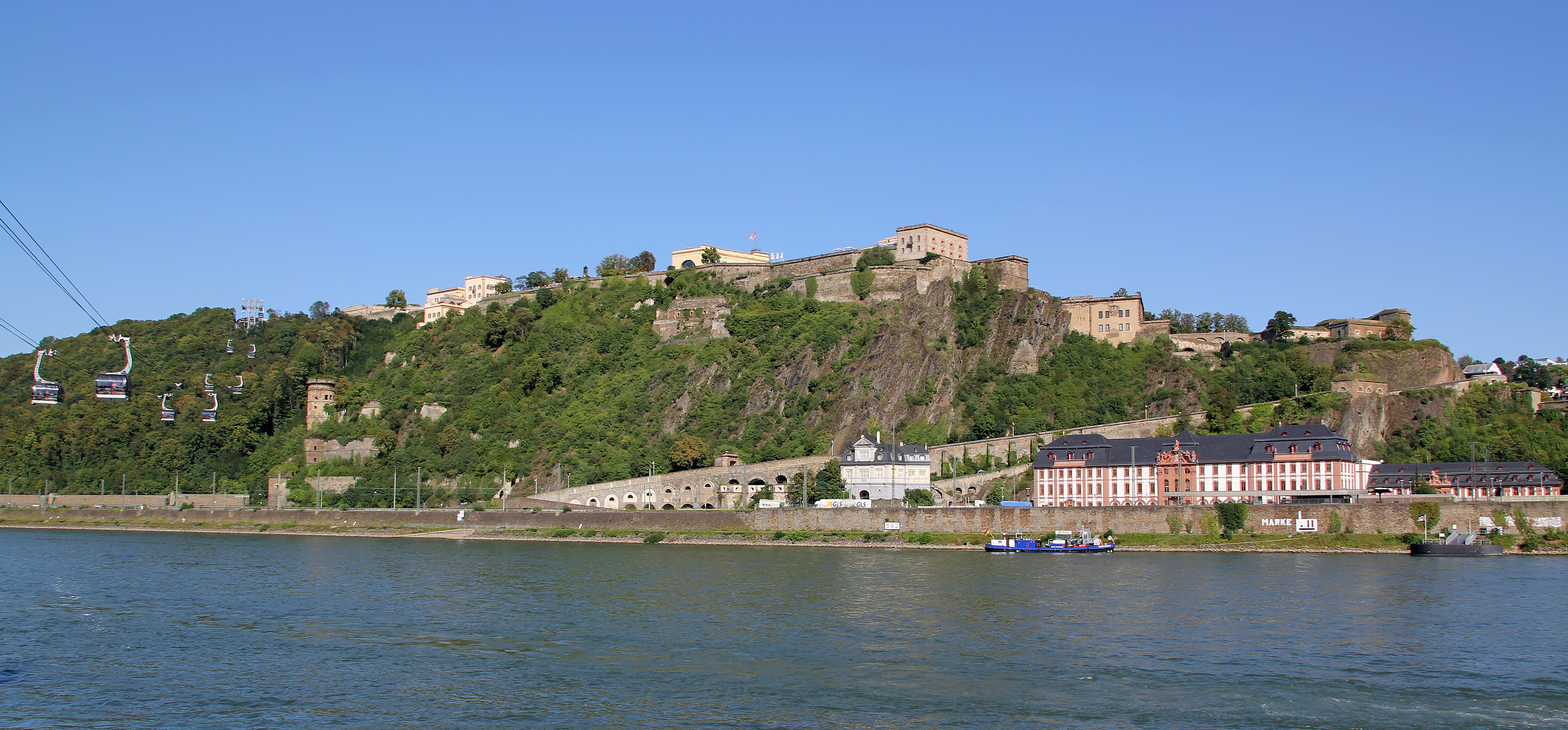
Unten links stand das Schloss Philippsburg, unten rechts das Dikasterialgebäude mit dem Marstall rechts daneben, darüber die preußische Festung Ehrenbreitstein, August 2011

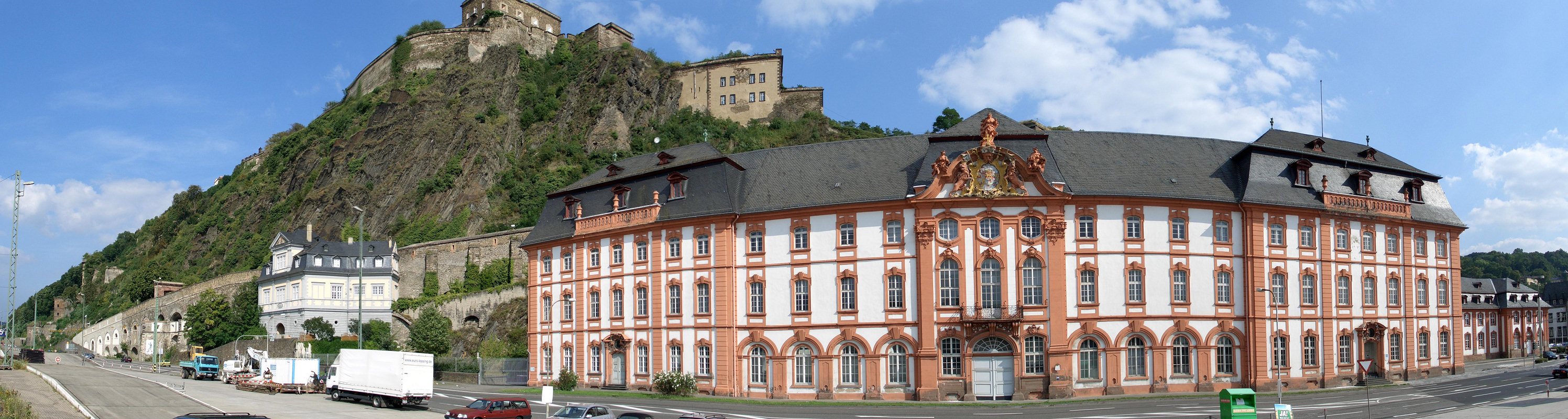
Links die Pagerie, rechts das Dikasterialgebäude

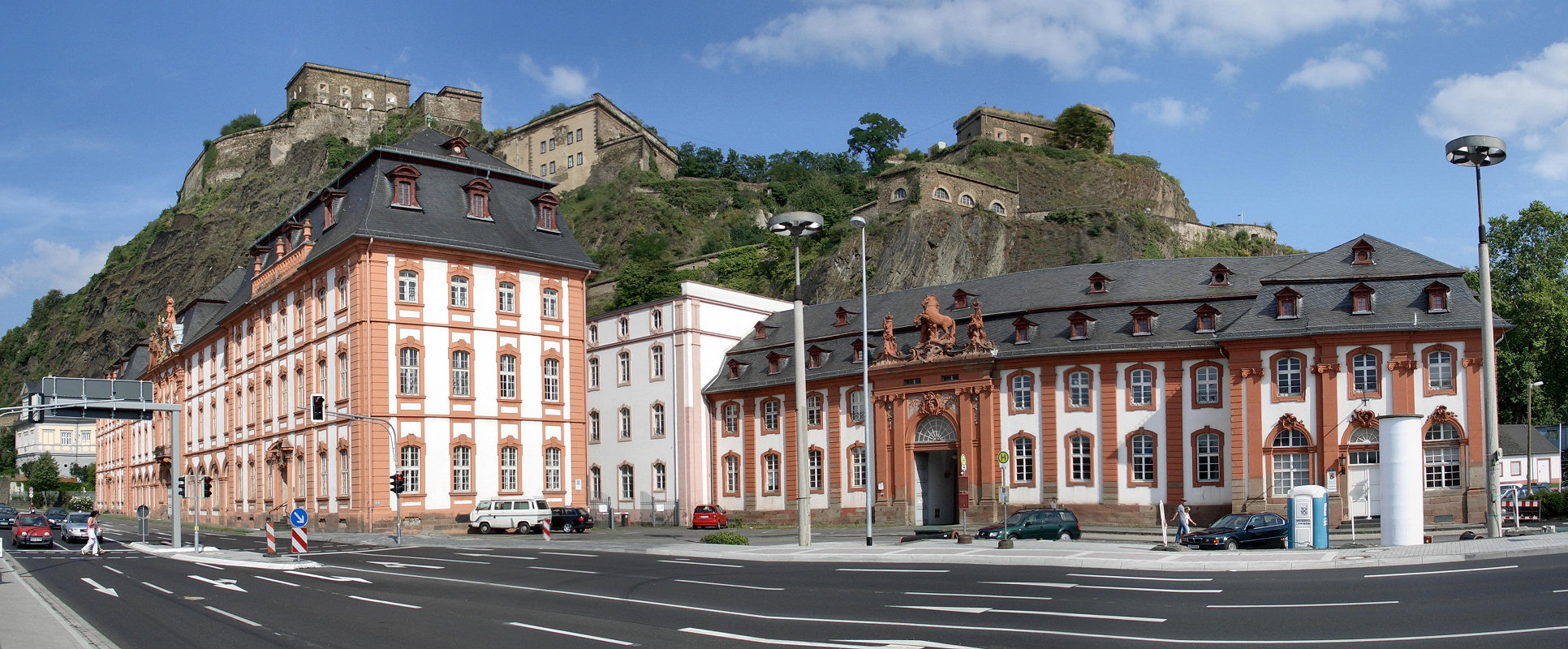
Links das Dikasterialgebäude, dahinter der Krummstall und rechts der Marstall

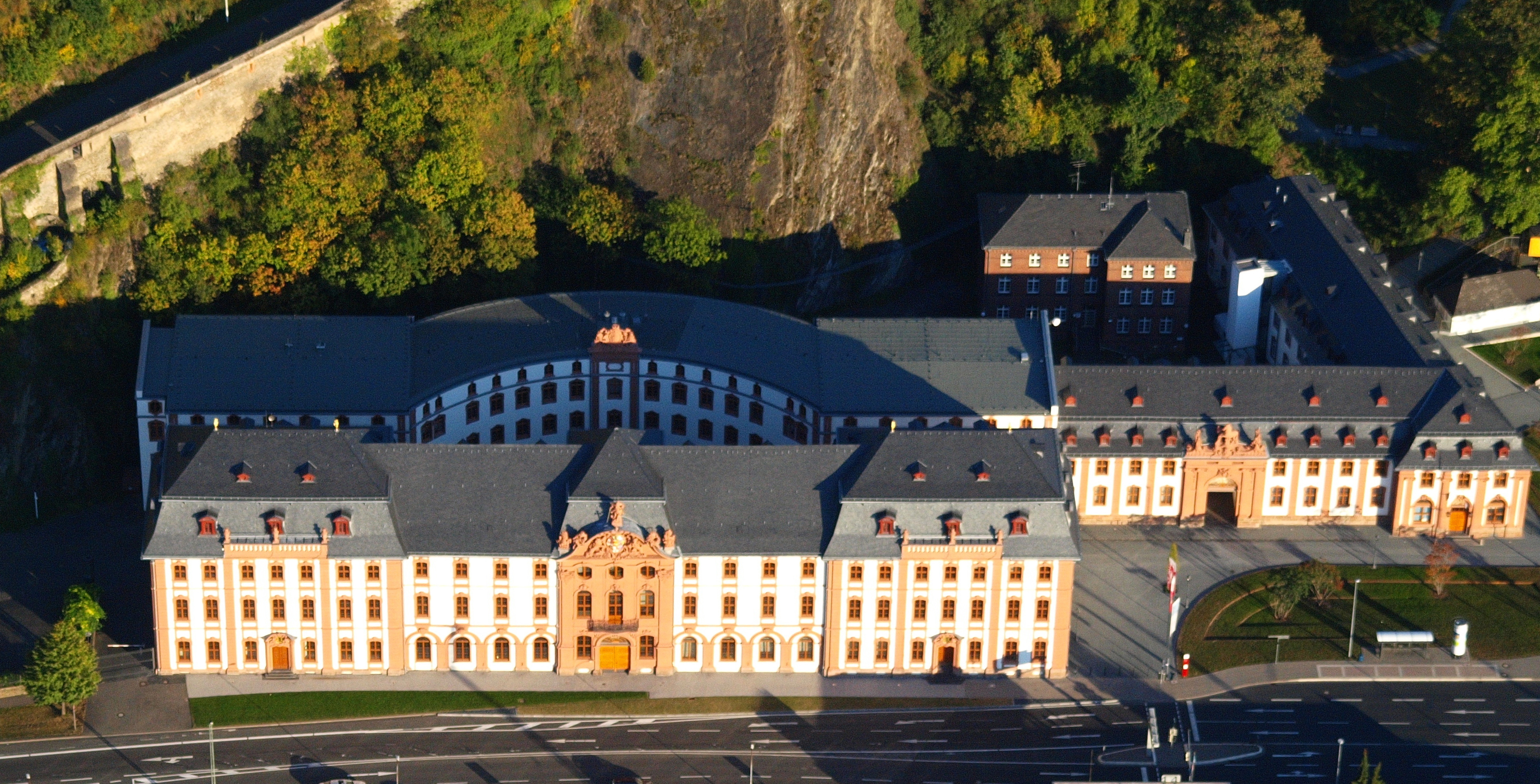
Luftbild des Dikasterialgebäudes, dahinter der Krummstall und rechts der Marstall

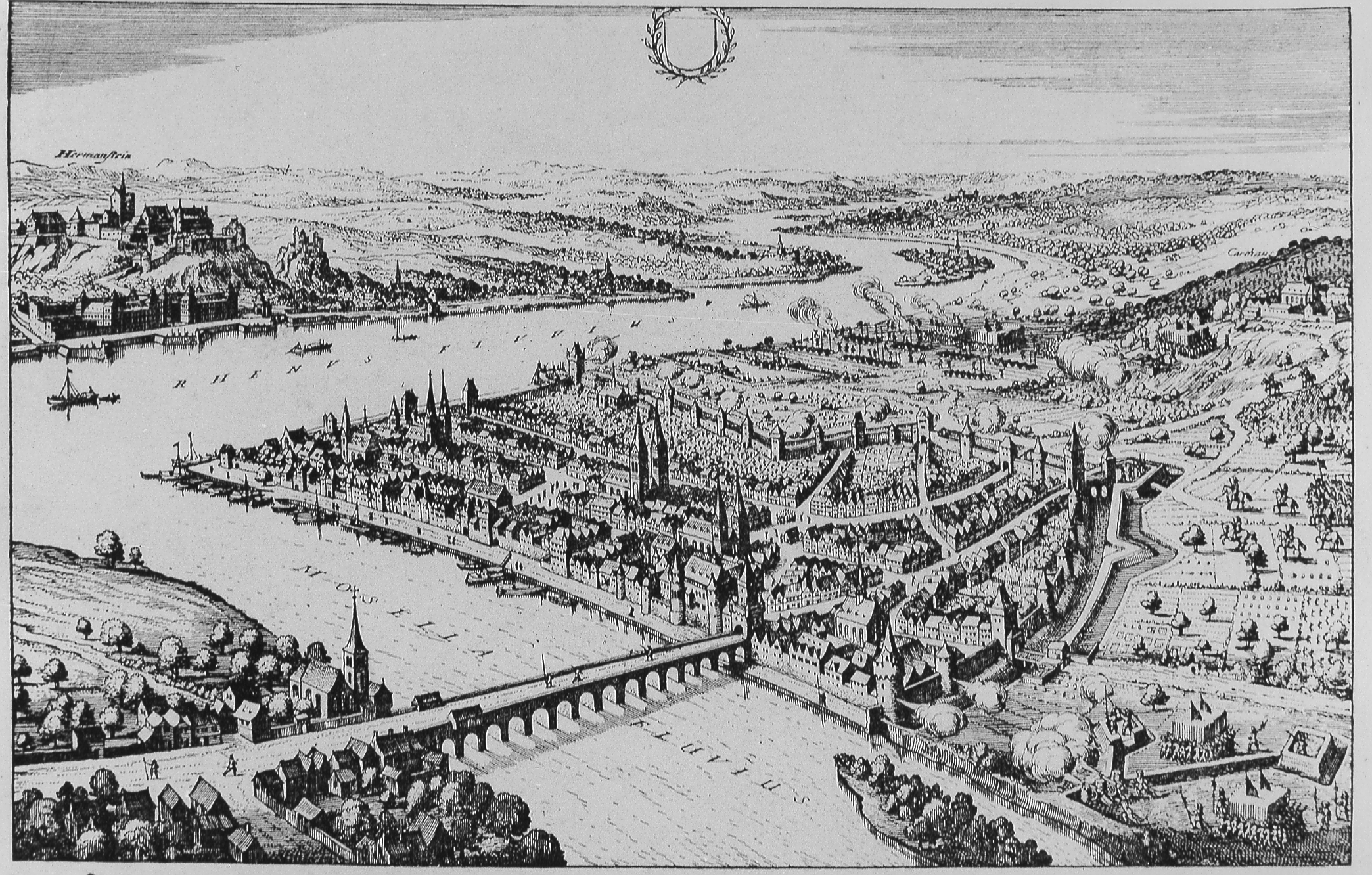
Koblenz um 1632, das Schloss Philippsburg auf der linken Seite unterhalb der Festung Ehrenbreitstein

Das Schloss Philippsburg war Teil der Kurfürstlichen Residenz in Ehrenbreitstein, das heute ein Stadtteil von Koblenz ist. Die Kurfürsten und Erzbischöfe von Trier residierten hier von 1632 bis 1786. Das Schloss wurde 1801 bei der Sprengung der Festung Ehrenbreitstein durch die Franzosen so in Mitleidenschaft gezogen, dass es abgebrochen werden musste. Von dem Schloss, das eines der größten und bedeutendsten Barockbauten am Rhein war, ist nichts mehr erhalten. Nur die zum Schloss gehörenden benachbarten Bauten (Pagerie, Dikasterialgebäude, Krummstall und Marstall) haben die Zeit überdauert.

## Geschichte

### Errichtung im Dreißigjährigen Krieg
Im Dreißigjährigen Krieg war Kurfürst Philipp Christoph von Sötern wegen der ständigen Bedrohung von Trier gezwungen, seine Residenz an einen sicheren Ort zu verlegen. Unterhalb der Festung Ehrenbreitstein, der sichersten Festung von Kurtrier, direkt am Rhein nördlich des Ortes Ehrenbreitstein ließ er von 1626 bis 1632 das Schloss Philippsburg als ein bastioniertes Residenzschloss erbauen.
Kurfürst Sötern schlug sich im Dreißigjährigen Krieg auf die Seite Frankreichs und französische Truppen besetzten am 5. Juni 1632 die Festung Ehrenbreitstein. Nachdem Kurfürst Sötern 1635 von kaiserlichen Truppen gefangen genommen und Trier erobert worden war, befreiten diese im Mai 1636 auch Koblenz.

### Der weitere Ausbau
Die nachfolgenden Kurfürsten behielten das Schloss als Residenz bei und von hier gingen in den folgenden Jahren wichtige Impulse für das politische und kulturelle Leben von Kurtrier aus. Kurfürst Karl Kaspar von der Leyen ließ hinter dem Schloss einen Weg hoch zur Festung Ehrenbreitstein in den Fels schlagen. Südlich des Schlosses an diesem Weg errichtete 1690–1692 der Hofbaumeister Johann Christoph Sebastiani im Auftrag des Kurfürsten Johann Hugo von Orsbeck ein Festungspfortenbau, die sogenannte Pagerie, die als Neue Kanzlei genutzt wurde. Unmittelbar an der Zufahrt zum Schloss Philippsburg entstand unter Kurfürst Franz Georg von Schönborn zwischen 1738 und 1749 nach Plänen von Balthasar Neumann und Johannes Seiz ein schlossähnliches Gebäude, das sogenannte Dikasterialgebäude (siehe Dikasterium), zur Unterbringung der kurtrierischen Zentralverwaltung. Gleichzeitig wurde hinter dem Dikasterialgebäude der Krummstall zur Unterbringung von Soldaten, Personal und Werkstätten gebaut. Rechts neben dem Dikasterialgebäude errichtete Johannes Seiz 1762 den Marstall.
Das Dikasterialgebäude diente von 1778 bis 1786, während der Bauzeit des Kurfürstlichen Schlosses in Koblenz, als Residenz von Kurfürst Clemens Wenzeslaus von Sachsen, da er wegen Gebäudeschäden, schlechter Wohnqualität und der Gefahr von Felsstürzen nicht mehr im Schloss Philippsburg wohnen wollte. Im Jahre 1786 zog der Kurfürst schließlich in das neu erbaute Schloss nach Koblenz. Die Philippsburg wurde in den folgenden Jahren nur noch teilweise genutzt, unter anderem von metallverarbeitenden Betrieben, ansonsten verfiel das Gebäude zusehends, so dass es bereits vor seiner Zerstörung in einem sehr schlechten Zustand war und wegen Baufälligkeit einzelne Teile abgebrochen werden mussten.

### Die Zerstörung
Koblenz wurde 1794 von französischen Revolutionstruppen im Ersten Koalitionskrieg erobert und 1799 kapitulierte auch die Festung Ehrenbreitstein. Da die Franzosen die rechtsrheinischen Gebiete im Frieden von Lunéville räumen mussten, sprengten diese 1801 vorher die alte kurtrierische Festung auf dem Ehrenbreitstein. Das darunterliegende Schloss Philippsburg wurde bei der Sprengung so in Mitleidenschaft gezogen, dass es abgebrochen werden musste. Nur einige wenige Mauerreste überdauerten bis heute. Über das ehemalige Schlossgelände führt seit dem 19. Jahrhundert eine Straße nach Vallendar (heute B 42) und die rechte Rheinstrecke. Das Dikasterialgebäude, der Krummstall, der Marstall und die Pagerie sind dagegen erhalten geblieben und lassen den Glanz der ehemaligen Residenz noch erahnen. Die Preußen nutzten diese Gebäude ab 1815 als Münz-Kaserne.

## Gebäude der Kurfürstlichen Residenz

### Schloss Philippsburg
Die kurfürstliche Residenz war ein dreigeschossiger Schlossbau und wurde im Stil des Frühbarocks erbaut. Die Länge des Schlosses betrug 160 m, unterteilt in sieben Flügel um drei rechteckige Höfe, deren mittlerer sich zum Rhein hin öffnete, während die seitlichen Höfe dem Festungsberg von Ehrenbreitstein zugewandt waren. An seinen vier Ecken erhoben sich weithin sichtbar Türme mit abgestuften Hauben. Das Schloss war von eigenen bastonierten Befestigungen mit Wassergräben auf der Nord- und Südseite umgeben. Aus dem südlichen Graben entwickelte sich der kurfürstliche Jachthafen, der 1819 als Schutzhafen für die Schiffbrücke erweitert, aber 1886 aufgegeben und zugeschüttet wurde.
Das Schloss Philippsburg besaß eine hervorragende Innenausstattung, an deren Vervollkommnung bis zum Ende des 18. Jahrhunderts weitergearbeitet wurde. Bekannte Stuckateure, Maler, Vergolder und Bildhauer trugen zur qualitätvollen Innendekoration bei. Dies belegen zum Beispiel die Stuckaturen von Nicolo Carcano und das Deckengemälde von Lazaro Maria Sanguinetti im 400 m² großen Festsaal im dritten Obergeschoss. Sanguinetti malte zusätzlich Fresken im Vorsaal sowie fünf weiteren Zimmern. Carlo Maria Pozzi war ebenfalls als Stuckateur im Schloss tätig. Teile dieser Ausstattung, vor allem der Hofkirche, wanderten beim Abbruch des Schlosses nach 1799 in Kirchen der Umgebung.
Der Name Philippsburg ist vermutlich erst im 19. Jahrhundert, nach der Zerstörung des Schlosses, entstanden und kommt in den zeitgenössischen Quellen nicht vor.

### Pagerie
Die Pagerie steht südlich des ehemaligen Schlosses Philippsburg und wurde als Festungspfortenbau am Weg hoch zur Festung Ehrenbreitstein erbaut. Sie ist damit der einzig erhaltene Bau der barocken Festung aus der kurtrierischen Zeit. Der quer zum Weg und parallel zum Hang gestellte Hauptbau hat einen stumpfwinklig angebauten Flügel. Eine Tafel über dem Tor in der Brüstung des darüber liegenden Fensters berichtet über die Errichtung des Weges durch Kurfürst Karl Kaspar von der Leyen. Das poternenartige Tor liegt in einem hohen und durchgehend rustizierenden Sockelgeschoss. Das dreiachsige Hauptgeschoss darüber ist reich durchfenstert. Dessen mittlere Achse setzt sich nach oben als Zwerchhaus vor dem erst 1801 geschaffenen Mansarddach fort. Der Giebel trägt das Wappen des Kurfürsten Johann Hugo von Orsbeck. Die grau und gelb gefasste Fassade des barocken Putzbaus ist mit Pilastern versehen. Im Inneren ist eine steinerne Wendeltreppe, geschaffen vom Meister Lorenz Staudacher, mit Stufen aus schwarzem Marmor und profiliertem Handlauf erhalten. Für die geradeläufige Treppe ins Kellergeschoss wurden alte Quader des abgerissenen Schlosses zu Reparaturzwecken genutzt.
Die Räume wurden zunächst als Neue Kanzlei genutzt, dann dienten sie als Wohnung für Kavaliere, unter Kurfürst Clemens Wenzeslaus von Sachsen als Wohn- und Schulhaus für Pagen, später als Waisenhaus.
Mit Bau der preußischen Festung Ehrenbreitstein Anfang des 19. Jahrhunderts wurde der Weg flacher neu gebaut und führt seit dem hart an der Rückseite der Pagerie vorbei. Dabei ist der Weg in die nördliche Ecke des Baus eingeschnitten.

### Dikasterialgebäude
Das ehemalige Regierungs- und Verwaltungsgebäude von Kurtrier ist ein parallel zum Rhein hin ausgerichtetes dreigeschossiges Gebäude. Die Anlage von 25:4 Achsen ist mit flachen Mittel- und Eckrisaliten sowie einem Satteldach mit Mansardendächern über den Risaliten ausgestattet. Die stichbogigen Fenster sind zu Kolumnen zusammengefasst. Die jeweils siebenachsigen Eckrisaliten sind durch gebäudehohe rustizierte Pilaster eingefasst, die in der Mitte jeweils einen pilastergerahmten Eingang mit Sprenggiebel besitzen. Die zentralen drei Achsen haben in der Dachzone eine Balustradenreihe mit Vasenaufsätzen. Der dreiachsige Mittelrisalit mit glatten Pilastern nimmt den Haupteingang auf und besitzt einen Giebel mit gebrochener geschweifter Kontur, in dem das von gekrönten doppelschwänzigen Löwen gehaltene Wappen des Kurfürsten Franz Georg von Schönborn angebracht ist. Der Giebel ist von drei Figuren bekrönt, die die Personifikationen von Wissenschaft, Justitia und Landwirtschaft (v. l. n. r.) darstellen sollen. Dazu kommen außen Putten mit zugehörigen Attributen. Hinter den größeren rundbogigen Fenstern in der Mitte, die einen vorgeschalteten Balkon mit schmiedeeisernen Gittern haben, befindet sich der Festsaal.
Im Inneren sind alle Räume gewölbt, bis auf die Räume im ersten und zweiten Obergeschoss auf der Rückseite, die bei einem Bombeneinschlag während der Luftangriffe auf Koblenz zerstört wurden. Die Treppenhäuser sind in den rückwärtigen Ecken des Gebäudes eingebaut und mit vorgelegten Termenpilastern versehen. Von der ursprünglichen Innenausstattung ist nichts erhalten geblieben.

### Krummstall
Der hinter dem Dikasterialgebäude gelegene Krummstall ist ein schmuckloser dreigeschossiger Bau zu 41 Achsen, von denen die mittleren 15 Achsen auf segmentförmigen Grundriss nach hinten ausschwingen. Ein niederes Geschoss wurde 1880 aufgesetzt. Die stichbogigen Fenster sind andersfarbig gerahmt. Die Kanten des Baus und die mittlere Achse sind mit Lisenen versehen. Mittig ist eine Kartusche mit dem kurfürstlichen Wappen angebracht. Das Erdgeschoss ist kreuzgratgewölbt, teilweise von gusseisernen Säulen gestützt.

### Marstall
Südlich des Krummstalls schließt sich der Marstall an. Der zweigeschossige Bau mit Mansardendach besitzt zwei spitzwinklig zueinander liegende Flügel, wobei der hintere Flügel die nördliche Grenze des kurfürstlichen Jachthafens darstellte. Der zum Rhein zeigende Flügel nimmt den Haupteingang auf, der mit ionischen Doppelpilastern versehen ist. Darüber ein hohes hervorgehobenes Gebälk, das vor dem Dach freistehend eine vollplastische Gruppe eines steigenden Rosses mit Stallknecht, flankiert von Obelisken mit Fahnen, Instrumenten und Kurhut, trägt. Die Gliederung des mit rustizierenden Pilastern ausgestatteten Baus spiegelt die Gestaltung des Dikasterialgebäudes wider. Das Erdgeschoss, in dem sich ursprünglich 69 Pferdeboxen befanden, ist kreuzgratgewölbt, gestützt von stark toskanischen Säulen aus Basalt.

## Denkmalschutz
Die Pagerie, das Dikasterialgebäude, der Krummstall und der Marstall sind geschützte Kulturdenkmale nach dem Denkmalschutzgesetz (DSchG) und in der Denkmalliste des Landes Rheinland-Pfalz eingetragen. Sie liegen in Koblenz-Ehrenbreitstein in der Denkmalzone ehemalige Kurfürstliche Residenz.
Seit 2002 sind die Pagerie, das Dikasterialgebäude, der Krummstall und der Marstall Teil des UNESCO-Welterbes Oberes Mittelrheintal. Des Weiteren sind sie ein geschütztes Kulturgut nach der Haager Konvention und mit dem blau-weißen Schutzzeichen gekennzeichnet.